# Leopold Targler
Leopold Targler (ur. 1865, zm. 1945) – austriacki fechtmistrz.

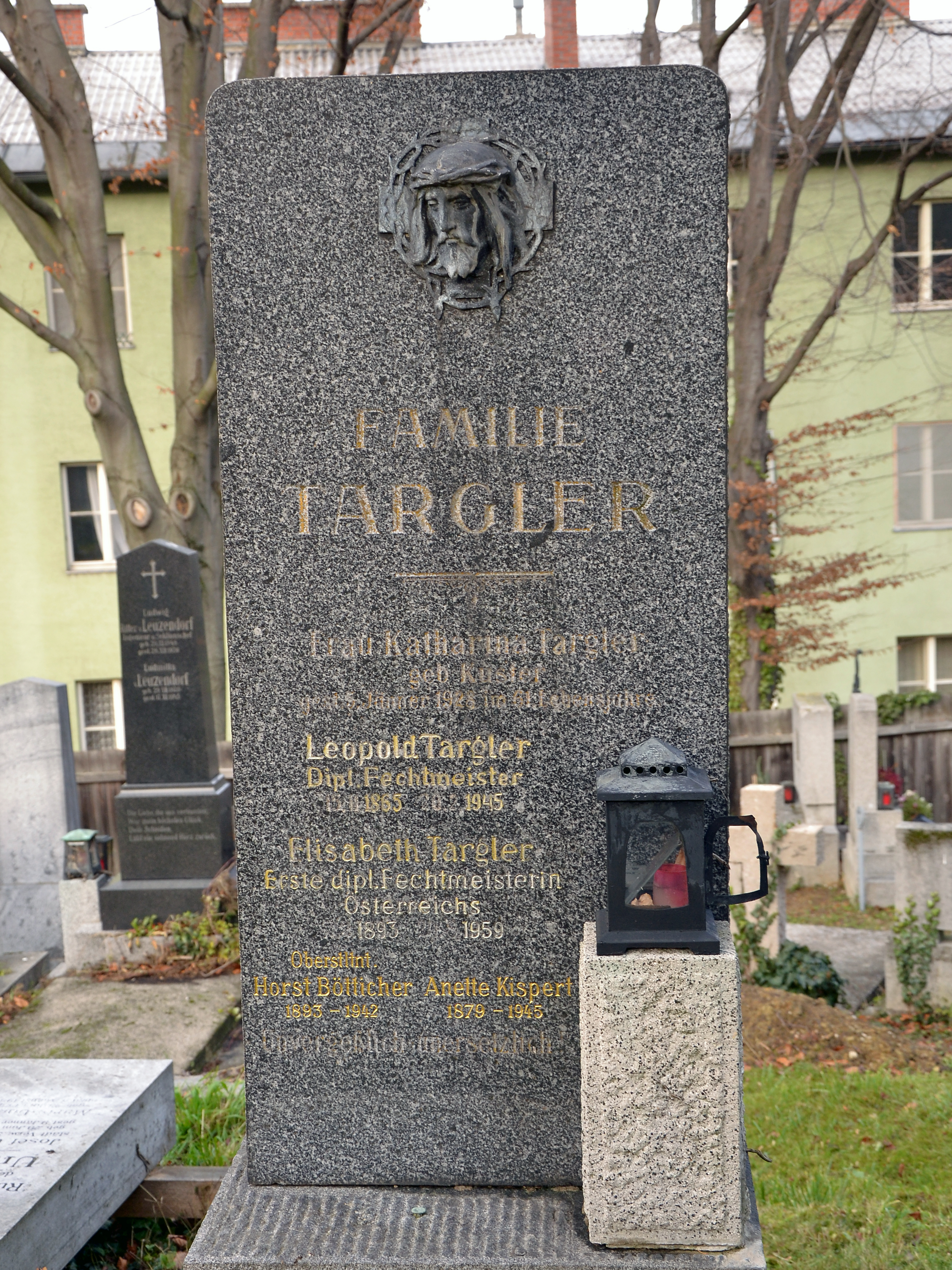
Nagrobek Leopolda Targlera

## Życiorys
Został dyplomowanym fechtmistrzem i zajmował się nauczaniem fechtunku. W okresie Austro-Węgier był fechtmistrzem w austriackiej Akademii w Wiener-Neustadt, a także pierwszym w historii fechtmistrzem w sekcji szermierki Wiedeńskiego Klubu Sportowego (Wiener Sportclub-Fechtsektion), założonego w 1886, ponadto był fechtmistrzem w klubie szermierczym Friesen w Wiedniu (Fechtklub Friesen). Pełnił stanowisko prezydenta Akademii Fechtunku w Wiedniu (Akademie der Fechtkunst, Wien).
27 maja 1922 na akademii szermierczej we Lwowie poznał poruczników Kazimierza Laskowskiego i Leona Berskiego, instruktorów szermierki z Centralnej Szkoły Wojskowej Gimnastyki i Sportów w Poznaniu, działającej w ramach Wojska Polskiego. Wkrótce potem został zaangażowany do pracy w CSWGIS, gdzie od lipca 1922 był kierownikiem nauczania szermierki, a poza wykładami na ogólnym rocznym Oficerskim Kursie Wychowania Fizycznego prowadził także osobny, specjalny roczny Kurs Szermierczy. Jak sam przyznał po latach, zastał „pole działania wymagające gruntowne rekonstrukcji”. Od czasu podjęcia przez niego pracy w CWSzGiS szermierka szermierka w armii weszła na wyższy poziom, stanowiąc przy tym czynnik wychowawczy. Targler wyszkolił kadrę szkoły, a jej absolwenci (oficerowie i podoficerowie) i zarazem jego wychowankowie przenieśli wzory i zasady nauczania do jednostek wojskowych i klubów.
Równocześnie był zatrudniony jako nauczyciel szermierki na Uniwersytecie Poznańskim. W CSWGiS pracował do 30 sierpnia 1925, po czym został uroczyście pożegnany opuścił Polskę i powrócił do Wiednia. Wówczas w tygodniku sportowym „Stadjon” ukazał się jego pożegnalny artykuł.
Został pochowany w grobowcu rodzinnym na cmentarzu Gersthofer Friedhof w Wiedniu. Jego żoną była Elisabeth, pierwsza dyplomowana fechtmistrzyni Austrii, która specjalizowała się we florecie (1893-1959).